# 4962 Vecherka
Vecherka (asteróide 4962) é um asteróide da cintura principal, a 2,2303507 UA. Possui uma excentricidade de 0,1444084 e um período orbital de 1 537,29 dias (4,21 anos).
Vecherka tem uma velocidade orbital média de 18,44758098 km/s e uma inclinação de 15,108º.
Este asteróide foi descoberto em 1 de Outubro de 1973 por Tamara Smirnova.